# Khu liên hợp thể thao Oleai
Khu liên hợp thể thao Oleai (tiếng Anh: Oleai Sports Complex) là một sân vận động đa năng ở Saipan, Quần đảo Bắc Mariana. Sân hiện đang được sử dụng chủ yếu cho các trận đấu bóng đá. Sân vận động có sức chứa 2.000 người, có mặt sân cỏ tự nhiên và đường chạy điền kinh xung quanh mặt sân.

## Sử dụng
Khu liên hợp được điều hành bởi chính quyền Quần đảo Bắc Mariana. Trong khuôn viên của khu liên hợp có một phòng tập tạ và một nhà thi đấu, nhà thi đấu này tổ chức các trận đấu bóng rổ và bóng chuyền. Khu liên hợp này đã được sử dụng cho Giải vô địch điền kinh Micronesia lần thứ 2 vào năm 2005 và được sử dụng làm nơi tập luyện cho các đội khách. Khu liên hợp cũng tổ chức các giải đấu bóng chày nhỏ.